# Fenestral
Una fenestra, fenestración o de composición fenestral es una estructura que presenta poros o morfología porosa. Del latín fenestra ("ventana"), se utiliza en varios campos de ciencias biológicas y geología. La palabra fenestral se refiere a la presencia de poros primarios irregulares en las rocas, que se producen generalmente por la expulsión de gas en el sedimento.

## Ejemplos de uso y frases
- «Observó una muestra de caliza donde se veía claramente la porosidad fenestral». En este ejemplo, se usa con el sentido de este tipo de poros dentro de una piedra específica.
- «Las estructuras geopetales son poros fenestrales rellenos de cemento espático y sedimento interno». Se refiere en este caso a la caracterización de esos poros cuando se rellenan.
- «Va a realizar una conferencia sobre la porosidad fenestral en los estromatolitos provenientes de Alicante, España». Aquí, se aplica a su difusión científica y cultural.

## Morfología biológica
En morfología, las fenestras se encuentran en huesos porosos, particularmente en el cráneo. En anatomía del oído, la ventana redonda y la ventana ovalada son también conocidas como fenestra rotunda y fenestra ovalis. En microanatomía, las fenestras se encuentran en el endotelio de los capilares sanguíneos y habilitan el intercambio rápido de moléculas entre la sangre y los tejidos circundantes. La capa elástica de la túnica íntima de las arterias es una membrana fenestral. En cirugía, una fenestración es una apertura hecha en una parte del cuerpo para habilitar un drenaje o acceso.

## Biología vegetal
En biología vegetal, las perforaciones en una hoja también se describen como fenestras y la hoja se llama hoja fenestrada. La ventana de la hoja también se conoce como fenestra y es una estructura translúcida que transmite luz, como en Fenestraria.
Algunos ejemplos de estructuras fenestradas en el reino fúngico son los huecos dispuestos simétricamente en el indusium ("falda") del hongo Phallus duplicatus], y el talo del liquen coralino Pulchrocladia retipora].

## Zoología
En zoología, el trilobites Fenestraspis presentaba una extensa fenestra en la parte posterior del cuerpo.
La mayoría de las aves tienen un sistema óseo fenestral, que aligera su peso para el vuelo. El ave Palaeognathae, tiene un ilion-isquion fenestral.

## Geología
En geología, "fenestra" se usa para referirse a los poros primarios irregulares que se producen en las rocas, generalmente por la expulsión de gas en el sedimento. También hay rocas porosas que se forman por la degradación de comunidades endolíticas que disuelven y reordenan la matriz mineral de la roca. Son poros que abundan en ciertas facies. Tienen un tamaño variable y algo elevado, que va de 0,01 a 10 mm. Su forma es irregular y suelen ser alargados, según la estratificación. Pueden tener un pequeño tamaño de accesibilidad al poro. Por todo esto, se pueden generar, relativamente, rocas de porosidad elevada y de permeabilidad baja.